# Tipula (Vestiplex) subcentralis
Tipula (Vestiplex) subcentralis is een tweevleugelige uit de familie langpootmuggen (Tipulidae). De soort komt voor in het Palearctisch gebied.